# Qeqertaq
Qeqertaq (o Kekertak) è un piccolo villaggio della Groenlandia di 149 abitanti (gennaio 2005). Si trova su una minuscola isola della Baia di Disko poco distante da Saqqaq, a 70°00'N 51°19'O; appartiene al comune di Avannaata.